# Congreso Obrero de Barcelona de 1881
El Congreso Obrero de Barcelona de 1881 fue un congreso de las sociedades obreras de España celebrado en Barcelona en septiembre de 1881, durante el reinado de Alfonso XII, del que surgió la nueva Federación de Trabajadores de la Región Española, de tendencia anarcocolectivista, que sustituyó a la Federación Regional Española de la Asociación Internacional de Trabajadores fundada once años antes en un congreso obrero también celebrado en Barcelona.

## Antecedentes
Durante el periodo en que la FRE-AIT actuó en la clandestinidad (1874-1881) fueron surgiendo en su seno diferencias ideológicas y estratégicas. A principios de 1881 se atisbó la posibilidad de volver a actuar legalmente ante la perspectiva de que accediera al gobierno el Partido Liberal de  Práxedes Mateo Sagasta que había prometido el reconocimiento de la libertad de asociación. Entonces el grupo anarcosindicalista catalán dirigido por Josep Llunas i Pujals, Rafael Farga, Antoni Pellicer y Eudald Canivell i Masbernat intentó aprovechar la oportunidad que se ofrecía de poner fin al periodo de clandestinidad y se propuso cambiar la política de la Comisión Federal, que se «había alejado de la idea de grandes movimientos obreros, a favor de los grupos secretos, partidarios de la acción directa».
Con ese propósito convocó una Conferencia Regional Extraordinaria que se celebró del 6 al 9 de febrero de 1881 en Gracia a la que asistieron un delegado por «comarca» de la FRE y durante la cual se aprobó la destitución de la Comisión —integrada por Anselmo Lorenzo, José García Viñas, Trinidad Soriano, Nacher, y González Morago—, que fue sustituida por una nueva formada por los dirigentes catalanes, más el albañil mallorquín Francesc Tomàs Oliver. «Acababa aquí, pues, la historia de la Federación Regional española de la AIT, para dar paso a la reconstrucción de un movimiento sindical potente, cosa que hicieron los mismos hombres de la Alianza, los anarcosindicalistas barceloneses, obreros de oficio, que se imponían a los anarquistas insurreccionalistas poco proclives a la acción sindical pública». Casi simultáneamente a la celebración de la Conferencia Extraordinaria el gobierno liberal de Práxedes Mateo Sagasta aprobaba la libertad de asociación.
El 10 de julio unas cincuenta sociedades obreras de Cataluña —que habían celebrado una asamblea previa en marzo— hicieron público un manifiesto, probablemente escrito por Farga Pellicer, en el que convocaban un congreso obrero de la Región Española en Barcelona para finales de septiembre. Pronto se adhirieron a la propuesta los «obreros colectivistas» de veintidós localidades del resto de España.
Ese mismo mes de julio se celebró en Londres un Congreso de sociedades obreras de diferentes países en el que se intentó reconstruir la Internacional anarquista, lo que no se consiguió, pero en el que se aprobó una resolución que decía que «a la propaganda oral y escrita» se debía unir «la propaganda por el hecho» y que el ilegalismo era la única vía «que lleva a la revolución», recomendándose recurrir a la dinamita para alcanzarla. Como esta resolución era totalmente contraria a la vía sindical y legal que propugnaba la nueva dirección de la FRE, ésta decidió no difundir la resolución en España.

## Desarrollo
El Congreso se celebró entre el 24 y el 25 de septiembre de 1881 en el Teatro Circo de Barcelona de la calle Montserrat, el mismo lugar donde se había celebrado el Congreso Obrero de Barcelona de 1870. Su principal acuerdo fue la fundación de la nueva Federación de Trabajadores de la Región Española amoldándose a la legalidad al suprimir la palabra «internacional», una de las razones que había motivado la prohibición de su antecesora la FRE-AIT. Asistieron 140 delegados representando a 162 organizaciones de 72 localidades, de las cuales 35 de Cataluña y 26 de Andalucía. No se dejó a asistir a Pablo Iglesias que había acudido para representar al grupo socialista marxista de Madrid. En el Manifiesto a los trabajadores de la Región Española  aprobado en el Congreso, y del que se editaron 28.500 ejemplares, se reafirmó el antipoliticismo y el anarcocoletivismo:

Somos adversarios de toda política parlamentaria y campeones decididos de la lucha económica, de la política destructora de todos los privilegios y de todos los monopolios de esta organización injusta de la sociedad presente. […] El Congreso obrero se declara colectitivista en cuanto a la propiedad, anarquista o autonomista en cuanto a la organización social.

El periódico anarquista Le Révolte, editado en Ginebra por Piotr Kropotkin, acogió con entusiasmo la aparición de la FTRE, continuadora de la FRE, llegando a afirmar que el movimiento obrero renacía en Europa.
La Comisión Federal se constituyó el 7 de octubre y estuvo formada por el grupo internacionalista barcelonés que había tomado la iniciativa para poner fin a la FRE —Josep Llunas i Pujals, Rafael Farga Pellicer y Antoni Pellicer— más Francesc Tomàs Oliver.